# Richard Wilson (calciatore 1956)
Richard Wilson (Nelson, 8 maggio 1956) è un allenatore di calcio ed ex calciatore neozelandese, di ruolo portiere.

## Carriera

### Giocatore

#### Club
Iniziò la carriera nel 1974 al Woolston, club con cui rimase sino al 1978. Nel 1979 passa al Nelson United, club nel quale milita una sola stagione poiché si trasferisce in Australia per giocare con il Canberra City.
Con il club capitolino resta due anni, al termine dei quali passa al Preston Macedonia, club nel quale rimane sino al 1985.
Terminata l'esperienza australiana torna in patria, al Mount Maunganui, club nel quale milita un altro biennio prima di trasferirsi in Inghilterra.
Il suo primo club inglese è il Grantham Town, che disputa la Southern Football League. Nel club di Grantham gioca sette incontri, prima di trasferirsi al Lincoln City, dove giocherà dieci partite e vincerà la Conference National 1987-1988.
Nel 1988 è ingaggiato dal Kettering Town, giungendo secondo nel campionato Conference National 1988-1989, ad otto punti dai campioni del Maidstone Utd. Con i The Poppies nella stessa stagione si aggiudica la Maunsell Cup 1988-1989.
Rimane in Inghilterra sino al 1996, anno in cui torna in Nuova Zelanda ed assume il ruolo di giocatore-allenatore dell'Avon United.

#### Nazionale
Vestì la maglia della Nuova Zelanda in ventisei occasioni ufficiali.
Fece parte della rosa All whites che partecipò ai Mondiali spagnoli del 1982, non disputandovi alcun incontro, benché durante qualificazioni fosse il portiere titolare e mantenesse imbattuta la porta dei kiwi per 921 minuti.

## Palmarès
- Conference National: 1

Lincoln City: 1988
- Maunsell Cup: 1

Kettering Town: 1989